# Мансуров, Усман
Усман Мансурович Мансуров — советский хозяйственный, государственный и политический деятель, Герой Социалистического Труда.
Родился 20 января 1920 г. в городе Андижан в семье мелкого кустаря. Начальное образование получил в Джалалкудукском районе в школе колхозной молодежи.
В 1936-1940 годах учился в политпросветтехникуме в г.Андижан.
После окончания техникума в 1940 г. работал учителем в школе имени Ворожилова в Ворошиловском (Кургантепинском) районе.
В декабре 1940 г. был призван в ряды Советской армии, где прослужил до конца 1945 г.
Великую Отечественную Войну встретил в г.Луцк (Беларусь), в западном особом военном округе.
Участвовал в боях в качестве командира орудия в 408-м тяжелом истребительном противотанковом полку. Сначала этот полк входил в состав Центрального фронта, затем стал частью Первого Украинского фронта. Полк находился в составе 3-й Гвардейской танковой армии под командованием маршала П.С.Рыбалко.
Принимал участие в боях на Орлово-Курской дуге, освобождении Полтавы, Ахтырки и Киева.
Из воспоминаний Усмана Мансуровича:
«Особо запомнились бои под Полтавой. Город Полтава являлся для немцев важным стратегическим пунктом, поэтому немцы сильно оборонялись. Город дважды переходил на ту и другую стороны. При последнем штурме нашими войсками орудие, которым я командовал, стояло на высоте Безымянной. Немцы пустили в контратаку 16 танков «Тигр» в наше направление. Я как командир орудия прямой наводкой сбил 3 немецких танка, так как наводчик в этом бою был ранен. За это был награжден медалью «За отвагу».
Принимал участие в освобождении Беларуси. В боях за высоту 133 наш орудийны расчет произвел атаку моторизированной роты противника. В этом бою была почти полностью уничтожена мотопехотная рота немцев, за что был награжден «Орденом славы 3-й степени».
Участвовал в освобождении Польской и Чехословацкой республик. За освобождение столиц этих республик имею благодарность Верховного главного командования и награжден медалями за взятие Варшавы и Праги.
Принимал непосредственное участие в штурме Берлина. Также имею благодарность Верховного главного командования и награжден медалью «За взятие Берлина». Кроме того участвовал в освобождении территории Австрии и ее столицы Вены. Оттуда был демобилизован в августе 1945 г.»

## Биография
Родился в 1920 году в Алтын-Кульском районе Ферганской области. Член КПСС.
Участник Великой Отечественной войны, командир орудия 2-й батареи 408-го тяж. иптап 1-го Украинского фронта. С 1946 года — на хозяйственной, общественной и политической работе. В 1946—1999 гг. — агроном, организатор сельскохозяйственного производства в Андижанской области, директор совхоза имени 50-летия Октября Избасканского района Андижанской области, деятель ветеранского и махаллинского движений в Андижанской области.
Указом Президиума Верховного Совета СССР от 8 апреля 1971 года присвоено звание Героя Социалистического Труда с вручением ордена Ленина и золотой медали «Серп и Молот».
Избирался депутатом Олий Мажлиса Узбекистана (1995).
Умер после 19 апреля 1995 года.